# تصنيف آن آربور
تصنيف آن آربور وهو تصنيف سريري للسرطان يضعه طبيب الأورام اعتمادا على معطيات الجراحة والتشريح المرضي والاستقصاءات الشعاعية والمخبرية
إن أشيع تصنيف لمرحلة الورم معتمد عالميا هو نظام TNM والذي يركز على حجم الورم وامتداده ووجود نقائل للعقد اللمفاوية ووجود نقائل للأعضاء الأخرى من الجسم
إن لتصنيف مرحلة الورم أهمية كبيرة في تحديد إنذار الورم والعمر المتوقع للمريض وتحديد فيما إذا كان المريض يحتاج لعلاج كيماوي أو شعاعي وفيما إذا كان الورم قابلا للاستئصال الجراحي. ويختلف عن تصنيف درجة الورم الذي هو تصنيف نسيجي للخلايا الخبيثة.

## التاريخ
سمي نسبة إلى آن آربر في ميتشيغان.